# Cedar Fair
Cedar Fair Entertainment Company , légalement connu sous le nom de Cedar Fair, L.P. est une société boursière basée à Sandusky dans l'Ohio, aux États-Unis possédant plusieurs lieux de loisirs en Amérique du Nord.
Cedar Fair détient et gère 12 parcs d'attractions dont onze aux États-Unis et le dernier au Canada. La société opère aussi l'attraction Star Trek: The Experience située dans l'hôtel-casino de Las Vegas Hilton à Las Vegas et le petit parc Gilroy Gardens. Le Gilroy Gardens est géré sous contrat comme le fut le Camp Snoopy du Mall of America.
Toutefois la société est spécialisée dans les complexes comprenant un parc d'attractions, un parc aquatique et parfois des hôtels et des campings.
Cedar Fair possède un sérieux concurrent en la société Six Flags qui gère elle aussi de nombreux parcs d'attractions en Amérique du Nord. Mais comme l'atteste un sondage effectué auprès des lecteurs d'Amusement Today, un magazine sur les parcs de loisirs, la société possède le meilleur parc de loisirs au monde, Cedar Point élu quatorze années de suite.
Le nom Cedar Fair est formé des noms des deux premiers parcs de la société Cedar Point et Valley fair. Cedar Fair opère 4 parcs d'attractions attirant plus de 3 millions de visiteurs par an : Knott's Berry Farm, Kings Island, Canada's Wonderland et Cedar Point, le parc emblème de la société.

## Historique

Logo de 1983 à 2015.

La société naît en 1978 d'un partenariat entre la société détenant le parc Cedar Point, créé en 1870, et celle détenant le parc de Valleyfair, créé en 1976. Le partenariat est transformé en une société commune en 1983. La société Cedar Fair LP est mise en bourse en 1987 au NYSE.
La société possède aussi plusieurs propriétés autour du parc de Cedar Point, deux parcs aquatique, quatre hôtels, deux marinas et deux campings.
En 1995, Cedar Fair achète le parc Worlds of Fun (ouvert en 1973) et le parc aquatique adjacent Oceans of Fun (ouvert en 1982), situés à Kansas City, Missouri.
En 1997, Cedar Fair achète le parc de Knott's Berry Farm, ouvert en 1920 et situé à Buena Park, en Californie, juste à côté de Disneyland. La société prend aussi le contrôle de l'hôtel adjacent au parc, le Knott’s Berry Farm Resort Hotel, et des trois parcs aquatiques californiens Knott's Soak City, à Buena Park, San Diego et Palm Springs.
En 2001, la société achète Michigan's Adventure et son parc aquatique.
Le rachat de Paramount Parks a été annoncé le 22 mai 2006 et s'est achevé le 30 juin 2006 par une transaction financière de 1,24 milliard de dollars.
En avril 2004, la société achète le complexe parc d'attraction/parc aquatique Six Flags Worlds of Adventure de Geauga Lake près de Cleveland, Ohio, ainsi que l'hôtel et le camping pour 145 millions de $
En juin 2006, la société rachète à Paramount Pictures les six parcs d'attractions détenus sous le nom de Paramount Parks en raison d'une restructuration de Viacom rebaptisé CBS :
- Dorney Park (ouvert en 1884)
- Kings Island (ouvert en 1972)
- Carowinds (ouvert en 1973)
- Kings Dominion (ouvert en 1975)
- Great America (ouvert en 1976)
- Canada’s Wonderland (ouvert en 1981)

Le 19 septembre 2011, Cedar Fair annonce officiellement la revente du parc California's Great America à JMA Ventures, LLC pour 70 millions de dollars.
Le 1er février 2022, SeaWorld Parks & Entertainment annonce avoir fait une offre d'acquisition de Cedar Fair Entertainment Company pour 3,4 milliards de dollars,. Deux semaines plus tard, le 15 février 2022, SeaWorld Parks & Entertainment publie une déclaration indiquant que l'offre a été rejetée.

### Fusion Cedar Fair et Six Flags
Le 2 novembre 2023, Cedar Fair Entertainment Company et Six Flags Entertainment annonce leur fusion à venir ; la société issue du regroupement, d'une valeur estimée à 8 milliards de dollars, deviendra la plus grande société de parcs d'attractions régionaux au monde. La société issue du regroupement aura 27 parcs d'attractions, 15 parcs aquatiques et 9 sites de villégiature dans son portefeuille. Elle opérera sous le nom de Six Flags. Les détenteurs de parts de Cedar Fair recevront une action de la société combinée tandis que les actionnaires de Six Flags bénéficieront de 0,58 action pour chaque part détenue. La société issue de la fusion opérera sous le nom de Six Flags et négociera sous le symbole FUN à la Bourse de New York. Le président et chef de la direction de Cedar Fair, Richard Zimmerman, occupera le poste de président et chef de la direction de la nouvelle société issue du regroupement, tandis que Selim Bassoul, président et chef de la direction de Six Flags, deviendra président exécutif du conseil d'administration de la société. Certaines fonctions financières et administratives resteront dans les bureaux de Cedar Fair à Sandusky, Ohio, tandis que le siège social de la société sera situé à Charlotte, Caroline du Nord.

## Propriétés

### Parcs à thèmes et lieux de loisirs
| \| Knott's Berry Farm Carowinds Kings Dominion Gilroy Gardens Great America Kings Island Worlds of Fun Dorney Park Geauga Lake Cedar Point Canada's Wonderland Michigan's Adventure Valleyfair \| localisation des parcs aux États-Unis |
| Knott's Berry Farm Carowinds Kings Dominion Gilroy Gardens Great America Kings Island Worlds of Fun Dorney Park Geauga Lake Cedar Point Canada's Wonderland Michigan's Adventure Valleyfair                                             |

- Canada's Wonderland (Vaughan, Ontario, Canada)
- California's Great America (Santa Clara, Californie)
- Carowinds (Charlotte, Caroline du Nord / Fort Mill, Caroline du Sud)
- Cedar Point (Sandusky, Ohio)
- Dorney Park & Wildwater Kingdom (Allentown, Pennsylvanie)
- Geauga Lake's Wildwater Kingdom (Aurora, Ohio)
- Gilroy Gardens (Gilroy, Californie)
- Kings Dominion (Doswell, Virginie)
- Kings Island (Mason, Ohio)
- Knott's Berry Farm (Buena Park, Californie)
- Michigan's Adventure (Muskegon, Michigan)
- Worlds of Fun (Kansas City, Missouri)
- Valleyfair (Shakopee, Minnesota)
- Star Trek: The Experience (Hôtel Las Vegas Hilton à Las Vegas, Nevada)

### Parcs aquatiques
Parcs aquatiques accessibles avec les billets des parcs mitoyens :
- Boomerang Bay (Carowinds)
- Boomerang Bay (Kings Island)
- Boomerang Bay (California's Great America)
- Cedar Point Shores (Cedar Point)
- Knott's Soak City (Knott's Berry Farm)
- Splash Works (Canada's Wonderland)
- WaterWorks (Kings Dominion)
- White Water Country (Valleyfair)
- Wild Water Adventure (Michigan's Adventure)
- Wildwater Kingdom (Dorney Park & Wildwater Kingdom)
- Geauga Lake's Wildwater Kingdom

Parcs aquatiques seuls :
- Knott's Soak City (Palm Springs, Californie)
- Knott's Soak City (San Diego, Californie)
- Castaway Bay au sein du Castaway Bay Resort (Cedar Point)
- Oceans of Fun (Kansas City, Missouri)

### Hôtels et campings
- Hotel Breakers (Cedar Point, 600 chambres)
- Breakers Express (Cedar Point, 350 chambres)
- Sandcastle Suites Hotel (Cedar Point, 187 suites)
- Camper Village (Cedar Point, 100 emplacements)
- Lighthouse Point (Cedar Point, 64 cottages, 40 mobile-homes et 97 emplacements.)
- Castaway Bay Resort (Cedar Point, 237 chambres)
- Knott’s Berry Farm Resort Hotel (Knott's Berry Farm, 320 chambres)
- Worlds of Fun Village (Worlds of Fun)
- Geauga Lake Hotel  (Geauga Lake)
- Geauga Lake Campgrounds  (Geauga Lake)
- Carowinds Camp Wilderness Resort (Carowinds)

## Marina
- Cedar Point Marina (Cedar Point, 740 emplacements)
- Castaway Bay Marina (Cedar Point, 160 emplacements)

### Ancienne propriété
- Camp Snoopy (Mall of America) aujourd'hui devenu Nickelodeon Universe et géré par Triple Five Group.

## Principaux actionnaires
Au 8 mai 2020.
| Morgan Stanley                            | 11,8% |
| Neuberger Berman Investment Adviser       | 7,25% |
| Janus Capital Management                  | 7,07% |
| Perkins Investment Management             | 3,76% |
| OppenheimerFunds                          | 2,64% |
| Roundwood Asset Management                | 2,36% |
| Sarbit Advisory Services                  | 2,12% |
| Natixis Investment Managers International | 1,99% |
| Burgundy Asset Management                 | 1,71% |
| Capital Research & Management             | 1,70% |